# أليس جورمان
أليس جورمان (بالإنجليزية: Alice Gorman)‏ هي عالمة آثار أسترالية، ولدت في 1964.